# سیلندر پنوماتیک

نمودار عملکرد یک سیلندر تک اثر. فنر (قرمز) همچنین می‌تواند خارج از سیلندر باشد و به دستگاهی که جابه‌جا می‌شود، متصل شود.

نمودار عملکرد یک سیلندر دو اثره

سیلندر پنوماتیک متحرک سه بعدی (طراحی به کمک رایانه)

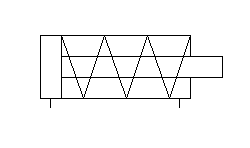
نماد شماتیک برای سیلندر پنوماتیک با قابلیت برگشت فنر

سیلندرهای پنوماتیکی (گاهی اوقات به عنوان سیلندر هوا نیز شناخته می‌شوند) یک نوع از ماشین هستند که از نیروی گاز فشرده برای تولید نیرویی در یک حرکت خطی رفت و برگشتی استفاده می‌کنند.
مانند سیلندرهای هیدرولیک، چیزی پیستون را مجبور به حرکت در جهت مورد نظر می‌کند. پیستون یک دیسک یا سیلندر است و میلهٔ پیستون نیرویی را به جسمی که قرار است جابجا شود منتقل می‌کند. مهندسان گاهی اوقات ترجیح می‌دهند از سیلندرهای پنوماتیک استفاده کنند زیرا ساکت‌تر، تمیزتر هستند و به فضای زیادی برای ذخیره‌سازی مایعات نیاز ندارند.
از آنجایی که سیال عامل در سیلندر پنوماتیک گاز است، نشتی از سیلندر پنوماتیک صورت نمی‌گیرد و محیط اطراف را آلوده نمی‌شود، وسیلندر پنوماتیک راحت تر تمیز می‌شوند. به عنوان مثال، در عروسک‌های مکانیکی اتاق تیکی دیزنی، از سیلندر پنوماتیک برای جلوگیری از چکیدن مایع روی افراد زیر عروسک‌ها استفاده می‌شود.

## طرز کار

### طرز کار کلی
پس از فعال شدن دستگاه، هوای فشرده در یک انتهای پیستون وارد لوله شده و نیرویی را به پیستون وارد می‌کند. در نتیجه، پیستون جابجا می‌شود.

### تراکم پذیری گازها
یکی از مسائل مهمی که مهندسان در کار با سیلندرهای پنوماتیکی با آن مواجه می‌شوند مربوط به مسئلهٔ تراکم پذیری یک گاز است. مطالعات زیادی بر روی تأثیر پذیری دقت سیلندر پنوماتیکی از بار وارد بر سیلندر در زمانی که سعی می‌کند گاز مورد استفاده را فشرده تر کند، صورت گرفته‌است. تحت یک بار عمودی، زمانی که سیلندر بار کامل را به خود اختصاص می‌دهد، دقت سیلندر بیشترین تأثیر را دارد. مطالعه‌ای در دانشگاه ملی چنگ کونگ در تایوان، به این نتیجه رسید که این دقت در حدود ± ۳۰ نانومتر است که هنوز در محدوده رضایت‌بخشی قرار دارد، اما نشان می‌دهد که تراکم‌پذیری هوا روی سیستم تأثیر دارد.

### مکانیسم‌های رد شدن ایمنی
سیستم‌های پنوماتیک اغلب در تنظیماتی یافت می‌شوند که حتی خرابی سیستم حتی به صورت نادر و مختصر، غیرقابل قبول است. در چنین شرایطی، قفل‌ها گاهی اوقات می‌توانند به عنوان یک مکانیسم ایمنی در صورت از دست دادن جریان هوا (یا کاهش فشار آن) عمل کنند و در نتیجه هرگونه آسیب ناشی از چنین شرایطی را جبران یا کاهش دهند. نشت هوا از ورودی یا خروجی فشار خروجی را کاهش می‌دهد.

## انواع

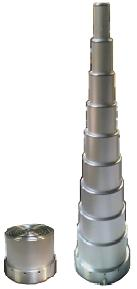
یک سیلندر چند طبقه

اگرچه سیلندرهای پنوماتیکی از نظر ظاهر، اندازه و عملکرد متفاوت اند، اما به‌طور کلی در یکی از دسته‌بندی‌های خاصی قرار که در زیر نشان داده شده‌است، قرار می‌گیرند. با این حال، انواع دیگری از سیلندرهای پنوماتیک نیز موجود است که بسیاری از آنها برای انجام عملکردهای خاص و تخصصی طراحی شده‌اند.

### سیلندرهای تک اثره
یک سیلندر تک اثره (SAC) دارای یک ورودی است که به هوای فشرده اجازه می‌دهد وارد شود و میله فقط در یک جهت حرکت کند. فشار بالای هوای فشرده باعث می‌شود که میله با ادامهٔ پر شدن محفظه سیلندر کشیده شود. هنگامی که هوای فشرده از طریق همان پورت از سیلندر خارج می‌شود، میله به موقعیت اولیه خود بازمی‌گردد.

### سیلندرهای دو اثره
سیلندرهای دو اثره (DAC) از نیروی هوا برای حرکت در هر دو منظور کشیده شدن و جمع شدن استفاده می‌کنند. آنها دو درگاه برای ورود هوا دارند، یکی برای خروج و دیگری برای ورود. طول ضربه برای این طرح محدود نیست، با این حال، میله پیستون در برابر کمانش و خم شدن آسیب پذیرتر است. محاسبات اضافی نیز باید انجام شود.

## محاسبه نیروی سیلندر پنوماتیک

### فرمول محاسبه قدرت سیلندر پنوماتیک
در حالت کلی برای محاسبه نیروی سیلندر پنوماتیک یک فرمول اساسی وجود دارد که به شرح زیر است:
F=PA
این فرمول در واقع نمایانگر یک قانون فیزیک به نام قانون پاسکال است که می‌گوید، گاز یا مایع فشرده به هر متر مربع از محیط محصور در آن نیروی مشخصی را وارد می‌کند.
F در این فرمول نمایانگر نیرو بر حسب نیوتون، P نمایانگر فشار گاز یا مایع داخل فضای محصور (محفظه) بر حسب پاسکال می‌باشد و A سطح مقطع مؤثر بر حسب متر مربع است، به عبارتی مساحتی از داخل فضای محصور است که می‌خواهیم بدانیم چقدر نیرو به آن بخش از فضای محصور، که می‌تواند پیستون سیلندر پنوماتیک باشد، نیرو وارد می‌شود.
البته که هنگام محاصبه هر نیرویی باید ضریب استکاک نیز درنظر گرفته شود! 
قدرت یا نیرویی که به‌وسیله‌ یک جک پنوماتیک بوجود می آید با توجه به قطر پیستون جک  و فشار هوا و جمع مقاومت‌های اصطکاکی آن سیلندر محاصبه میشود. همچنین برآورد قدرت پیستون این نوع جک باید در حالت استاتیک براورد شود ، درنتیجه میزان اصطکاک در فرمول محاسبه‌ی قدرت 10 درصد صرف‌نظر می‌شود
فرمول محاسبه نیروی سیلندر استاندارد به شکل زیر است : 
نیروی جک یا سیلندر= سطح پیستون× فشار هوای فشرده – میزان اصطکاک ( 10%)

### سیلندر پنوماتیک چند کیلوگرم وزنه را می‌تواند بلند کند؟
در واقع در محاسبه نیروی جک یا سیلندر پنوماتیک ما نیرویی رو محاسبه می‌کنیم که هوای فشرده به سطح (مساحت) پیستون سیلندر پنوماتیک وارد می‌کند. پس باید ابتدا مساحت سطح مقطع مؤثر پیستون سیلندر پنوماتیک را با فرمول زیر محسابه کنیم:
A=Пr²
و سپس با قرار دادن مساحت دایره به دست آمده در فرمول بالا، قدرت جک پنوماتیک بر حسب N به دست می‌آید که با قرار دادن آن نیرو در فرمول زیر:
F=Mgh
می‌توانیم محاسبه کنیم که سیلندر پنوماتیک چند کیلوگرم وزنه را در جهت عمودی می‌تواند حرکت دهد. در این فرمول F نیرو، M جرم وزنه، g شتاب گرانش زمین (عدد ثابت تقریباً برابر با ۱۰) و h ارتفاعی است که وزنه در آن قرار دارد.